# 坂本真綾 地図と手紙と恋のうた
『坂本真綾の地図と手紙と恋のうた』（さかもとまあやのちずとてがみとこいのうた）は、2007年4月7日から2009年3月28日までTBSラジオで放送されていたラジオ番組。
同局で放送されている「MIXUP」枠内に内包されていた箱番組である。

## 放送時間
- 土曜深夜（日曜未明） 2:00ごろ-2:15ごろ（2007年4月-2008年3月）
- 土曜深夜（日曜未明） 2:44ごろ-2:59ごろ（2008年4月-2009年3月）

## 概要
- 題名はパーソナリティである坂本真綾の楽曲詩集「地図と手紙と恋のうた」にちなむ（番組の内容は詩集とは全く異なるため、原作等ではない）。
- 毎月、ある言葉を1つ取り上げ、それにちなんだリスナーのメッセージを紹介しつつ、坂本自身が感じたことを自由に話していく（それ以外の投稿も読んでいる）。
- 放送は地上波ではTBSラジオの東京都ローカルであるが、ポッドキャスティングにより、インターネット環境のあるパソコンがあれば聴取可能（音楽のみ著作権の関係でカットされている）。

## 月間テーマ
2007年
- 4月「ありがとう」
- 5月「約束」
- 6月「友達」
- 7月「恋愛」
- 8月「ヒーロー」
- 9月「夜空」
- 10月「ラジオ」
- 11月「幸運・ラッキー」
- 12月「さいご」

2008年
- 1月「スタート」
- 2月「告白」（2月9日・2月16日放送回には、番組初のゲストとして新妻聖子が出演した）
- 3月「旅立ち」（3月の坂本の誕生日を祝うため、戸田恵子の録音メッセージが流れた）
- 4月「ありがとう」
- 5月「写真」
- 6月「手紙」
- 7月「成功」
- 8月「家族」
- 9月「仕事」
- 10月「雨」
- 11月「おまけ」
- 12月「待つ」（初めてリスナーの意見を採用。以後2009年2月までリスナーのリクエストがテーマになった）

2009年
- 1月「応援」
- 2月「情熱」
- 3月「ありがとう」

## 番組主催イベント
- 2008年6月22日と6月23日、東京グローブ座で「坂本真綾 地図と手紙と恋のうた Presents Words&Music」と題されたイベントが行われた[1]。